# Ali Şen
Ali Şen (* 1918 in Adana; † 15. Dezember 1989 in Istanbul) war ein türkischer Schauspieler und der Vater des bekannten Schauspielers Şener Şen (* 1941).
Şen hatte 1954 als Filmschauspieler im „Ahretten Gelen Adam“ seine erste Rolle. Er spielte hauptsächlich kleinere Rollen in türkischen Filmproduktionen. Eine größere Bekanntheit erreichte er durch die Darstellung von entweder guten oder bösen Charakteren in mehreren wichtigen Nebenrollen im Film. Im Laufe seiner Schauspielerkarriere spielte er in 290 türkischen Filmen mit.
Am 15. Dezember 1989 starb er an den Folgen einer Gehirnblutung. Nach dem Totengebet in der Teşvikiye-Moschee wurde er anschließend auf dem Friedhof Zincirlikuyu beigesetzt.

## Filmografie (Auswahl)
- 1954: Ahretten Gelen Adam
- 1966: İbrahim Ethem ilahi Davet
- 1971: Altın Prens Devler Ülkesinde (engl. Titel: The Golden Prince in the Land of the Giants)
- 1971: Ayşecik Ve Sihirli Cüceler Rüyalar Ülkesinde Korkak Aslan (amerik. Titel: The Turkish Wizard of Oz)
- 1977: Sakar Şakir
- 1978: Töre (engl. Titel: The Usage)
- 1979: Süpermenler (engl. Titel: 3 Supermen against Godfather)
- 1979: Petrol Krallari
- 1980: Banker Bilo
- 1982: Sabancik
- 1986: Kuruluş – Osmancık
- 1988: Kurt Payı
- 1988: Denizden Gelen Kadın